# Phonotaenia scalaris
Phonotaenia scalaris är en skalbaggsart som beskrevs av Hippolyte Louis Gory och Achille Rémy Percheron 1833. Phonotaenia scalaris ingår i släktet Phonotaenia och familjen Cetoniidae. Utöver nominatformen finns också underarten P. s. latefasciata.